# Tsovinar (ort)
Tsovinar (armeniska: Ծովինար) är en ort i Armenien. Den ligger i provinsen Gegharkunik, i den centrala delen av landet, 80 kilometer öster om huvudstaden Jerevan. Tsovinar ligger 1 915 meter över havet och antalet invånare är 3 968.
Terrängen runt Tsovinar är kuperad åt sydost, men åt nordväst är den platt. Närmaste större samhälle är Martuni, 14,0 kilometer väster om Tsovinar. 
Runt Tsovinar är det ganska tätbefolkat, med 72 invånare per kvadratkilometer.